# Rebellion (WWE)
Rebellion è stato un evento in pay-per-view di wrestling organizzato annualmente dalla World Wrestling Federation/Entertainment tra il 1999 e il 2002.
Insieme ad Insurrextion, era uno dei due Pay-per-view a svolgersi in Inghilterra.

## Edizioni
|  | Evento esclusivo del roster di SmackDown |

| Edizione        | Data            | Città      | Sede                  | Main event                                           |
| --------------- | --------------- | ---------- | --------------------- | ---------------------------------------------------- |
| 1999 (Dettagli) | 2 ottobre 1999  | Birmingham | National Indoor Arena | Triple H vs. The Rock                                |
| 2000 (Dettagli) | 2 dicembre 2000 | Sheffield  | Sheffield Arena       | Kurt Angle vs. Rikishi vs. The Rock vs. Steve Austin |
| 2001 (Dettagli) | 3 novembre 2001 | Manchester | M.E.N. Arena          | The Rock vs. Steve Austin                            |
| 2002 (Dettagli) | 26 ottobre 2002 | Manchester | M.E.N. Arena          | Brock Lesnar e Paul Heyman vs. Edge                  |